# Liste der Bodendenkmale in Nienburg/Weser
In der Liste der Bodendenkmale in Nienburg sind die Bodendenkmale der niedersächsischen Gemeinde Nienburg/Weser aufgeführt. Die Quelle ist der Denkmalatlas Niedersachsen. 

Nienburg im Landkreis Nienburg

Der Stand der Liste ist der 10. Januar 2025.

## Allgemein
In den Spalten finden sich folgende Informationen des Bodendenkmales:
Lagegeographische Koordinaten
BezeichnungBezeichnung lt. Denkmalatlas
BeschreibungBeschreibung lt. Denkmalatlas
IDObjekt-ID
BildBild, ggf. zusätzlich mit Link zu weiteren Fotos im Medienarchiv Wikimedia Commons.

## Erichshagen
| Lage                        | Bezeichnung               | Beschreibung | ID       | Bild           |
| --------------------------- | ------------------------- | --- | -------- | -------------- |
| 52° 39′ 44″ N, 9° 15′ 10″ O | Erichshagen 2, Burg       | Ehemalige Burg der Grafen von Wölpe, die seit 1120/40 urkundlich überliefert sind. Die Burg wird erstmals 1150 als „castro ecclesiae, quod dicitur Wilipa“ erwähnt und gehörte damals dem Mindener Bischof, der sie an die Grafen von Wölpe verlehnt hatte. Nachdem die Grafschaft Wölpe 1302 an Braunschweig-Lüneburg fiel, wurde die Burg von den Welfen als Machtbasis weitergenutzt. | 36146615 | Weitere Bilder |
| 52° 39′ 35″ N, 9° 16′ 31″ O | Erichshagen 8, Grabhügel  | Durchmesser ca. 13 m und Höhe ca. 1 m, annähernd rund. | 36147069 | BW             |
| 52° 39′ 35″ N, 9° 16′ 32″ O | Erichshagen 49, Grabhügel | Durchmesser ca. 9 m und Höhe ca. 0,6 m, annähernd rund. | 39322477 | BW             |

### Erichshagen 5
- ID:36146821
- Gruppe mit sechs Grabhügeln von 10 – 16 m Dm. und 0,6 – 1,5 m H.

| Lage                        | Bezeichnung    | Beschreibung                                                                                                   | ID       | Bild |
| --------------------------- | -------------- | --- | -------- | ---- |
| 52° 39′ 32″ N, 9° 16′ 33″ O | Erichshagen 5  | Durchmesser ca. 19 m und Höhe ca. 1,5 m, ehemals annähernd rund, jetzt etwas nach Westen den Hang abgerutscht. | 39191250 | BW   |
| 52° 39′ 31″ N, 9° 16′ 34″ O | Erichshagen 28 | Durchmesser ca. 10 m und Höhe ca. 0,8 m, ehemals rund, jetzt an der Südwest-Seite etwas abgegraben.            | 39191449 | BW   |
| 52° 39′ 31″ N, 9° 16′ 36″ O | Erichshagen 29 | Durchmesser ca. 12 m und Höhe ca. 1,2 m, kleine Eingrabung im Nord-, und Südwest-Rand.                         | 39191461 | BW   |
| 52° 39′ 32″ N, 9° 16′ 34″ O | Erichshagen 83 | Durchmesser ca. 11 m und Höhe ca. 1 m, annähernd rund.                                                         | 39322689 | BW   |

### Erichshagen 6
- ID:36146877
- Gruppe mit fünf Grabhügeln von 12 – 20 m Dm. und 0,9 – 1,5 m H.

| Lage                        | Bezeichnung    | Beschreibung | ID       | Bild |
| --------------------------- | -------------- | --- | -------- | ---- |
| 52° 39′ 17″ N, 9° 16′ 15″ O | Erichshagen 6  | Durchmesser ca. 14 m und Höhe ca. 1 m, annähernd rund, im südlichen Bereich Dachsbauten. Zwei Findlinge auf angrenzendem Rodungswall. | 39191489 | BW   |
| 52° 39′ 20″ N, 9° 16′ 16″ O | Erichshagen 30 | Durchmesser ca. 18 m und Höhe ca. 1,5 m, annähernd rund.                                                                              | 39191497 | BW   |
| 52° 39′ 20″ N, 9° 16′ 15″ O | Erichshagen 31 | Durchmesser ca. 18 m und Höhe ca. 1,5 m, annähernd rund, Kuppenmulde.                                                                 | 39191505 | BW   |
| 52° 39′ 19″ N, 9° 16′ 12″ O | Erichshagen 32 | Durchmesser ca. 12 m und Höhe ca. 1 m, annähernd rund, Südwest-Bereich durch Rodungswall gestört.                                     | 39191513 | BW   |
| 52° 39′ 18″ N, 9° 16′ 10″ O | Erichshagen 33 | Durchmesser ca. 10 m und Höhe ca. 0,9 m, annähernd rund.                                                                              | 39191521 | BW   |

### Erichshagen 7
- ID:36146930
- Gruppe mit acht Grabhügeln von 10 – 20 m Dm. und 0,8 – 2 m H.

| Lage                        | Bezeichnung     | Beschreibung | ID       | Bild |
| --------------------------- | --------------- | --- | -------- | ---- |
| 52° 39′ 48″ N, 9° 17′ 13″ O | Erichshagen 7   | Durchmesser ca. 19 m und Höhe ca. 1,6 m, großer zugewachsener Kopfstich.                                                                   | 39192432 | BW   |
| 52° 39′ 46″ N, 9° 17′ 24″ O | Erichshagen 36  | Durchmesser ca. 9 m und Höhe ca. 0,8 m, keine zentrale Eingrabung erkennbar.                                                               | 39192441 | BW   |
| 52° 39′ 46″ N, 9° 17′ 25″ O | Erichshagen 37  | Durchmesser ca. 11 m und Höhe ca. 1,2 m, im Zentrum tiefe Eingrabung.                                                                      | 39192455 | BW   |
| 52° 39′ 42″ N, 9° 17′ 25″ O | Erichshagen 38  | Größe ca. 9 × 12 m und Höhe ca. 0,8 m, annähernd oval (ca. Nordost-Südwest-orientiert).                                                    | 39192465 | BW   |
| 52° 39′ 43″ N, 9° 17′ 28″ O | Erichshagen 39  | Durchmesser ca. 12 m und Höhe ca. 1 m, annähernd rund.                                                                                     | 39192503 | BW   |
| 52° 39′ 44″ N, 9° 17′ 28″ O | Erichshagen 40  | Durchmesser ca. 10 m und Höhe ca. 0,7 m, annähernd rund, Kuppenmulde.                                                                      | 39192513 | BW   |
| 52° 39′ 46″ N, 9° 17′ 28″ O | Erichshagen 41  | Durchmesser ca. 13 m und Höhe ca. 1 m, durch südliches Drittel verläuft ein Grenzgraben.                                                   | 39192521 | BW   |
| 52° 39′ 46″ N, 9° 17′ 34″ O | Erichshagen 42  | Durchmesser ca. 20 m und Höhe ca. 1,5 m, mit großem, alten Kopfstich.                                                                      | 39192534 | BW   |
| 52° 39′ 40″ N, 9° 17′ 21″ O | Erichshagen 108 | Durchmesser ca. 16 m und Höhe ca. 1 m. Kuppe leicht gewölbt, wobei Oberfläche leicht unregelmäßig. Ränder laufen sanft aus.                | 50399991 | BW   |
| 52° 39′ 39″ N, 9° 17′ 18″ O | Erichshagen 109 | Durchmesser ca. 14 m und Höhe ca. 0,6 m. Flache Kuppe mit leicht unruhiger Oberfläche. Ränder auslaufend, im Osten ins Gelände übergehend. | 50400047 | BW   |

## Langendamm
| Lage                        | Bezeichnung               | Beschreibung | ID       | Bild |
| --------------------------- | ------------------------- | --- | -------- | ---- |
| 52° 36′ 38″ N, 9° 15′ 50″ O | Langendamm 11, Grabhügel  | Durchmesser ca. 15 m und Höhe ca. 1,2 m, großer, zugewachsener Kopfstich. | 36177154 | BW   |
| 52° 36′ 31″ N, 9° 15′ 54″ O | Langendamm 12, Grabhügel  | Durchmesser ca. 15 m und Höhe ca. 1 m, offenbar kürzlich mit Sand aufgefüllt. | 36177304 | BW   |
| 52° 36′ 27″ N, 9° 15′ 47″ O | Langendamm 13, Grabhügel  | Durchmesser ca. 19 m und Höhe ca. 1 m, große, tiefe, zentrale Eingrabung mit ringförmigen Auswurf. | 36177450 | BW   |
| 52° 36′ 25″ N, 9° 16′ 3″ O  | Langendamm 14, Grabhügel  | Durchmesser ca. 17 m und Höhe ca. 1,3 m, Kopfstich nicht sichtbar. | 36177484 | BW   |
| 52° 36′ 34″ N, 9° 16′ 8″ O  | Langendamm 15, Grabhügel  | Durchmesser ca. 12 m und Höhe ca. 0,8 m, Kopfstich. | 36177522 | BW   |
| 52° 37′ 21″ N, 9° 17′ 13″ O | Langendamm 22, Grabhügel  | Hügelgrabfragment, ehemaliger Durchmesser ca. 16 m und Höhe ca. 0,80 m, nur Reste erhalten, Nordost-Teil beträgt ca. 6 bis 8 m, der Südwest-Teil ca. 2 bis 3 m. Durch die Mitte verläuft ca. 5 bis 6 m breiter Waldweg, der mit Gras bewachsen ist. | 36179051 | BW   |
| 52° 37′ 6″ N, 9° 15′ 27″ O  | Langendamm 32, Grabhügel  | Durchmesser ca. 9 m und Höhe ca. 0,6 m. | 36176587 | BW   |
| 52° 37′ 8″ N, 9° 15′ 25″ O  | Langendamm 33, Grabhügel  | Durchmesser ca. 11 m und Höhe ca. 0,8 m, am Rande Findlinge. | 36176625 | BW   |
| 52° 36′ 25″ N, 9° 16′ 7″ O  | Langendamm 55, Grabhügel  | Durchmesser ca. 18 m und Höhe ca. 1,2 m. | 40911573 | BW   |
| 52° 36′ 57″ N, 9° 17′ 49″ O | Langendamm 127, Grabhügel | Durchmesser ca. 18 m und Höhe ca. 1,2 m, 11 große Steine bzw. Findlinge zusammengetragen, mit schwacher Kuppenmulde. | 46227498 | BW   |
| 52° 36′ 26″ N, 9° 15′ 50″ O | Langendamm 130, Grabhügel | Durchmesser ca. 12 m und Höhe ca. 0,8 m, von Rückeweg angeschnitten. Am Westrand längliche Eingrabung. | 46485082 | BW   |
| 52° 36′ 38″ N, 9° 15′ 55″ O | Langendamm 134, Grabhügel | Durchmesser ca. 18 m und Höhe ca. 0,8 m, Ränder auslaufend, Kuppe leicht verflacht und unregelmäßig. Zwei Fahrspuren von Nord-Süd und von Ost-West.                                                                                                 | 50441220 | BW   |

### Langendamm 1
- ID:36176419
- Grabhügelfeld.

| Lage                        | Bezeichnung    | Beschreibung                                                                                                 | ID       | Bild |
| --------------------------- | -------------- | --- | -------- | ---- |
| 52° 37′ 15″ N, 9° 17′ 24″ O | Langendamm 1   | Durchmesser ca. 11 m und Höhe ca. 0,9 m, abgeflacht.                                                         | 40852802 | BW   |
| 52° 37′ 14″ N, 9° 17′ 24″ O | Langendamm 34  | Durchmesser ca. 22 m und Höhe ca. 1 m.                                                                       | 40853026 | BW   |
| 52° 37′ 15″ N, 9° 17′ 22″ O | Langendamm 35  | Größe ca. 16 × 20 m und Höhe ca. 1,2 m, durch Bahntrasse angeschnitten, bzw. teilweise abgetragen, länglich. | 40853085 | BW   |
| 52° 37′ 16″ N, 9° 17′ 19″ O | Langendamm 125 | Durchmesser ca. 13 m und Höhe ca. 1 m, ungestört.                                                            | 46227164 | BW   |
| 52° 37′ 14″ N, 9° 17′ 21″ O | Langendamm 126 | Durchmesser ca. 18 m und Höhe ca. 1 m, durch kleinere Eingrabungen gestört und etwas unregelmäßig.           | 46227347 | BW   |

### Langendamm 8
- ID:36176812
- Grabhügelfeld

| Lage                        | Bezeichnung   | Beschreibung                                                                           | ID       | Bild |
| --------------------------- | ------------- | -------------------------------------------------------------------------------------- | -------- | ---- |
| 52° 36′ 35″ N, 9° 15′ 22″ O | Langendamm 8  | Durchmesser ca. 19 m und Höhe ca. 0,7 m, mit Einkuhlungen.                             | 40856507 | BW   |
| 52° 36′ 33″ N, 9° 15′ 25″ O | Langendamm 36 | Durchmesser ca. 10 m und Höhe ca. 0,7 m, beschädigt, am Rande eine Holzrückespur.      | 40856582 | BW   |
| 52° 36′ 32″ N, 9° 15′ 27″ O | Langendamm 37 | Durchmesser ca. 15 m und Höhe ca. 1 m, beschädigt, alte Holzrückegasse über Hügelrand. | 40856590 | BW   |
| 52° 36′ 31″ N, 9° 15′ 28″ O | Langendamm 38 | Durchmesser ca. 11 m und Höhe ca. 0,5 m, alte Holzrückespur.                           | 40856616 | BW   |
| 52° 36′ 31″ N, 9° 15′ 25″ O | Langendamm 39 | Durchmesser ca. 12 m und Höhe ca. 0,6 m, Windbruchreste angeschoben.                   | 40856625 | BW   |
| 52° 36′ 31″ N, 9° 15′ 24″ O | Langendamm 40 | Durchmesser ca. 15 m und Höhe ca. 0,6 m, mit großem Kopfstich.                         | 40856633 | BW   |
| 52° 36′ 31″ N, 9° 15′ 23″ O | Langendamm 41 | Durchmesser ca. 14 m und Höhe ca. 1 m, Resthügel durch Sandabfuhr stark zerstört.      | 40856657 | BW   |

### Langendamm 9
- ID:36176853
- Grabhügelfeld. Ehemals mindestens 15; davon fünf erhalten. Durchmesser 10 bis 15 m, Höhe 1,0 bis 1,2 m; auf zwei  neu aufgestellte Findlinge.

| Lage                        | Bezeichnung    | Beschreibung | ID       | Bild |
| --------------------------- | -------------- | --- | -------- | ---- |
| 52° 36′ 37″ N, 9° 15′ 34″ O | Langendamm 9   | Durchmesser ca. 15 m und Höhe ca. 1 m.                                                                                 | 40865700 | BW   |
| 52° 36′ 40″ N, 9° 15′ 33″ O | Langendamm 10  | Durchmesser ca. 11 m und Höhe ca. 0,8 m, rundlich. Auf der Kuppe längliche Eingrabung, am Rand Eingrabung.             | 40870288 | BW   |
| 52° 36′ 37″ N, 9° 15′ 35″ O | Langendamm 42  | Durchmesser ca. 14 m und Höhe ca. 1 m. Form durch alte Abgrabungen unregelmäßig. Alte Fahrspur.                        | 40865709 | BW   |
| 52° 36′ 39″ N, 9° 15′ 39″ O | Langendamm 43  | Größe ca. 18 × 14 m und Höhe ca. 1 m. Etwas länglich, gut gewölbt.                                                     | 40865717 | BW   |
| 52° 36′ 39″ N, 9° 15′ 36″ O | Langendamm 44  | Durchmesser ca. 15 m und Höhe ca. 1,1 m, Oberfläche unregelmäßig. Zwei Gräben führen hindurch, ein weiterer quer dazu. | 40865725 | BW   |
| 52° 36′ 39″ N, 9° 15′ 33″ O | Langendamm 45  | Durchmesser ca. 15 m und Höhe ca. 1,2 m, fünf neu aufgestellte Findlinge.                                              | 40865733 | BW   |
| 52° 36′ 40″ N, 9° 15′ 35″ O | Langendamm 48  | Durchmesser ca. 15 m, etwas länglich, durch zwei Gräben gestört.                                                       | 40870353 | BW   |
| 52° 36′ 37″ N, 9° 15′ 37″ O | Langendamm 128 | Durchmesser ca. 16 m und Höhe ca. 1 m. Rund.                                                                           | 46228786 | BW   |

### Langendamm 16
- ID:36177631
- Grabhügelfeld.

| Lage                        | Bezeichnung                    | Beschreibung                                                                                                   | ID       | Bild |
| --------------------------- | ------------------------------ | --- | -------- | ---- |
| 52° 36′ 34″ N, 9° 16′ 14″ O | Langendamm 16                  | Durchmesser ca. 10 m und Höhe ca. 0,6 m. Am Rand alte Eingrabungen.                                            | 40911906 | BW   |
| 52° 36′ 38″ N, 9° 16′ 35″ O | Langendamm 17                  | Durchmesser ca. 20 m und Höhe ca. 1 m, stark verflacht, zugewachsene Eingrabung.                               | 40914496 | BW   |
| 52° 36′ 32″ N, 9° 16′ 43″ O | Langendamm 18                  | Durchmesser ca. 8 m und Höhe ca. 0,4 m, durch Rückespur stark beschädigt.                                      | 41518020 | BW   |
| 52° 36′ 30″ N, 9° 16′ 34″ O | Langendamm 20                  | Durchmesser ca. 9 m und Höhe ca. 0,75 m, durch zwei Wege zu ca. 75 % zerstört.                                 | 36178852 | BW   |
| 52° 36′ 35″ N, 9° 16′ 17″ O | Langendamm 56                  | Durchmesser ca. 9 m und Höhe ca. 0,6 m, mit einer Eingrabung.                                                  | 40911935 | BW   |
| 52° 36′ 35″ N, 9° 16′ 16″ O | Langendamm 57                  | Durchmesser ca. 10 m und Höhe ca. 0,5 m.                                                                       | 40911943 | BW   |
| 52° 36′ 34″ N, 9° 16′ 18″ O | Langendamm 58                  | Größe ca. 17 × 11 m und Höhe ca. 0,8 m, durch Wegebau zu mindestens 1/3 zerstört.                              | 40911955 | BW   |
| 52° 36′ 36″ N, 9° 16′ 20″ O | Langendamm 59                  | Durchmesser ca. 16 m und Höhe ca. 1,5 m, hochgewölbt.                                                          | 40911963 | BW   |
| 52° 36′ 36″ N, 9° 16′ 17″ O | Langendamm 60                  | Durchmesser ca. 16 m und Höhe ca. 1,5 m. hochgewölbt, mit Kopfstich.                                           | 40911971 | BW   |
| 52° 36′ 36″ N, 9° 16′ 16″ O | Langendamm 61                  | Durchmesser ca. 10 m und Höhe ca. 0,5 m. Alter, zugewachsener Kopfstich.                                       | 40911983 | BW   |
| 52° 36′ 35″ N, 9° 16′ 16″ O | Langendamm 62                  | Durchmesser ca. 8 m und Höhe ca. 0,35 m.                                                                       | 40911991 | BW   |
| 52° 36′ 36″ N, 9° 16′ 15″ O | Langendamm 63                  | Durchmesser ca. 10 m und Höhe ca. 0,6 m, hochgewölbt.                                                          | 40911999 | BW   |
| 52° 36′ 37″ N, 9° 16′ 15″ O | Langendamm 64                  | Durchmesser ca. 11 m und Höhe ca. 0,7 m, stark verflacht.                                                      | 40912007 | BW   |
| 52° 36′ 37″ N, 9° 16′ 16″ O | Langendamm 65                  | Durchmesser ca. 11 m und Höhe ca. 1 m, mit einem Kopfstich.                                                    | 40912015 | BW   |
| 52° 36′ 35″ N, 9° 16′ 14″ O | Langendamm 66                  | Durchmesser ca. 10 m und Höhe ca. 0,5 m.                                                                       | 40912023 | BW   |
| 52° 36′ 34″ N, 9° 16′ 16″ O | Langendamm 67                  | Durchmesser ca. 12 m und Höhe ca. 0,4 m.                                                                       | 40911922 | BW   |
| 52° 36′ 36″ N, 9° 16′ 30″ O | Langendamm 68                  | Durchmesser ca. 22 m und Höhe ca. 2,2 m, am Rand durch Weg geschnitten, Kopfstich.                             | 40914506 | BW   |
| 52° 36′ 35″ N, 9° 16′ 29″ O | Langendamm 69                  | Durchmesser ca. 21 m und Höhe ca. 2 m, durch zwei Wege angeschnitten, große grabenförmige Eingrabungen.        | 40914514 | BW   |
| 52° 36′ 36″ N, 9° 16′ 28″ O | Langendamm 70                  | Durchmesser ca. 16 m und Höhe ca. 1,8 m.                                                                       | 40914523 | BW   |
| 52° 36′ 36″ N, 9° 16′ 27″ O | Langendamm 71                  | Durchmesser ca. 15 m und Höhe ca. 1,8 m, Kopfstich.                                                            | 40916947 | BW   |
| 52° 36′ 35″ N, 9° 16′ 27″ O | Langendamm 72                  | Durchmesser ca. 10 m und Höhe ca. 0,6 m, mit kleinem Kopfstich.                                                | 40916959 | BW   |
| 52° 36′ 34″ N, 9° 16′ 27″ O | Langendamm 73                  | Durchmesser ca. 19 m und Höhe ca. 1,7 m.                                                                       | 40916972 | BW   |
| 52° 36′ 33″ N, 9° 16′ 24″ O | Langendamm 74                  | Durchmesser ca. 21 m und Höhe ca. 1,8 m, zentraler Kopfstich, sowie mehrere kleinere Eingrabungen.             | 40916984 | BW   |
| 52° 36′ 35″ N, 9° 16′ 24″ O | Langendamm 75                  | Durchmesser ca. 20 m und Höhe ca. 1,6 m, mit altem Kopfstich.                                                  | 40916992 | BW   |
| 52° 36′ 35″ N, 9° 16′ 23″ O | Langendamm 76                  | Durchmesser ca. 16 m und Höhe ca. 1,5 m, hochgewölbt.                                                          | 40917000 | BW   |
| 52° 36′ 35″ N, 9° 16′ 22″ O | Langendamm 77                  | Durchmesser ca. 14 m und Höhe ca. 1,6 m.                                                                       | 40917008 | BW   |
| 52° 36′ 35″ N, 9° 16′ 20″ O | Langendamm 78                  | Durchmesser ca. 15 m und Höhe ca. 1,6 m, hochgewölbt.                                                          | 40917016 | BW   |
| 52° 36′ 34″ N, 9° 16′ 19″ O | Langendamm 79, Immenwall/-zaun | Umwallung, Dm. ca. 25 m, Wallhöhe 0,6 m.                                                                       | 40917032 | BW   |
| 52° 36′ 33″ N, 9° 16′ 17″ O | Langendamm 80                  | Durchmesser ca. 7 m und Höhe ca. 0,35 m, mit Holzrückspur.                                                     | 40917043 | BW   |
| 52° 36′ 32″ N, 9° 16′ 17″ O | Langendamm 81                  | Durchmesser ca. 8 m und Höhe ca. 0,4 m, an zwei Rändern Sand abgegraben.                                       | 40917057 | BW   |
| 52° 36′ 33″ N, 9° 16′ 19″ O | Langendamm 82                  | Durchmesser ca. 13 m und Höhe ca. 0,6 m, stark verflacht.                                                      | 40917068 | BW   |
| 52° 36′ 33″ N, 9° 16′ 18″ O | Langendamm 83                  | Durchmesser ca. 8 m und Höhe ca. 0,4 m, länglich mit zentralem Kopfstich. Pflugspuren.                         | 40917079 | BW   |
| 52° 36′ 33″ N, 9° 16′ 20″ O | Langendamm 84                  | Durchmesser ca. 12 m und Höhe ca. 0,8 m, alte, zugewachsene Eingrabung. Über Osthälfte eine alte Holzrückspur. | 40917087 | BW   |
| 52° 36′ 33″ N, 9° 16′ 21″ O | Langendamm 85                  | Durchmesser ca. 11 m und Höhe ca. 0,6 m, mit altem zugewachsenen Kopfstich.                                    | 40917098 | BW   |
| 52° 36′ 33″ N, 9° 16′ 22″ O | Langendamm 86                  | Durchmesser ca. 9 m und Höhe ca. 0,6 m.                                                                        | 40917113 | BW   |
| 52° 36′ 34″ N, 9° 16′ 21″ O | Langendamm 87                  | Durchmesser ca. 9 m und Höhe ca. 0,5 m.                                                                        | 40917124 | BW   |
| 52° 36′ 33″ N, 9° 16′ 25″ O | Langendamm 88                  | Durchmesser ca. 9 m und Höhe ca. 0,45 m, mit Fahrzeugspuren.                                                   | 40917133 | BW   |
| 52° 36′ 32″ N, 9° 16′ 16″ O | Langendamm 90                  | Durchmesser ca. 8 m und Höhe ca. 0,4 m, zur Hälfte zerstört.                                                   | 40925952 | BW   |
| 52° 36′ 31″ N, 9° 16′ 38″ O | Langendamm 91                  | Durchmesser ca. 15 m und Höhe ca. 1,3 m, zu 50 % durch Weg zerstört.                                           | 41519977 | BW   |
| 52° 36′ 32″ N, 9° 16′ 42″ O | Langendamm 95                  | Durchmesser ca. 12 m und Höhe ca. 0,7 m, mit kleinem Kopfstich in der Kuppe.                                   | 41519651 | BW   |
| 52° 36′ 31″ N, 9° 16′ 40″ O | Langendamm 97                  | Durchmesser ca. 10 m und Höhe ca. 0,6 m, mit großem Kopfstich.                                                 | 41519694 | BW   |
| 52° 36′ 31″ N, 9° 16′ 36″ O | Langendamm 98                  | Durchmesser ca. 18 m und Höhe ca. 1,35 m.                                                                      | 41523096 | BW   |
| 52° 36′ 31″ N, 9° 16′ 37″ O | Langendamm 100                 | Durchmesser ca. 19 m und Höhe ca. 1 m.                                                                         | 41520023 | BW   |
| 52° 36′ 31″ N, 9° 16′ 35″ O | Langendamm 102                 | Durchmesser ca. 10 m und Höhe ca. 0,5 m.                                                                       | 41520107 | BW   |
| 52° 36′ 34″ N, 9° 16′ 37″ O | Langendamm 103                 | Durchmesser ca. 16 m und Höhe ca. 1 m.                                                                         | 41520146 | BW   |
| 52° 36′ 35″ N, 9° 16′ 37″ O | Langendamm 104                 | Durchmesser ca. 17 m und Höhe ca. 1 m, mit großem Kopfstich.                                                   | 41521853 | BW   |
| 52° 36′ 36″ N, 9° 16′ 37″ O | Langendamm 105                 | Durchmesser ca. 9 m und Höhe ca. 0,5 m.                                                                        | 41521898 | BW   |
| 52° 36′ 35″ N, 9° 16′ 33″ O | Langendamm 106                 | Durchmesser ca. 13 m und Höhe ca. 0,8 m, mehrere Eingrabungen und Baumwürfe an Oberfläche.                     | 41522241 | BW   |
| 52° 36′ 36″ N, 9° 16′ 34″ O | Langendamm 107                 | Durchmesser ca. 13 m und Höhe ca. 0,6 m, großer, zugewachsener Kopfstich.                                      | 41522282 | BW   |
| 52° 36′ 36″ N, 9° 16′ 32″ O | Langendamm 108                 | Durchmesser ca. 17 m und Höhe ca. 1,2 m, alter Graben.                                                         | 41522301 | BW   |
| 52° 36′ 31″ N, 9° 16′ 34″ O | Langendamm 109                 | Durchmesser ca. 14 m und Höhe ca. 0,7 m.                                                                       | 41522330 | BW   |
| 52° 36′ 31″ N, 9° 16′ 32″ O | Langendamm 110                 | Durchmesser ca. 8 m und Höhe ca. 0,35 m, durch Weg zu ca. 50 % zerstört.                                       | 41522361 | BW   |
| 52° 36′ 32″ N, 9° 16′ 32″ O | Langendamm 111                 | Durchmesser ca. 10 m und Höhe ca. 0,5 m.                                                                       | 41522539 | BW   |
| 52° 36′ 33″ N, 9° 16′ 32″ O | Langendamm 112                 | Durchmesser ca. 15 m und Höhe ca. 1 m, hochgewölbt. Am Rande durch tiefe Fahrspur beschädigt.                  | 41522562 | BW   |
| 52° 36′ 33″ N, 9° 16′ 30″ O | Langendamm 113                 | Durchmesser ca. 8 m und Höhe ca. 0,35 m, etwas uneben.                                                         | 41522593 | BW   |
| 52° 36′ 34″ N, 9° 16′ 30″ O | Langendamm 114                 | Durchmesser ca. 10 m und Höhe ca. 0,35 m. Alter, zugewachsener Kopfstich.                                      | 41522646 | BW   |
| 52° 36′ 33″ N, 9° 16′ 28″ O | Langendamm 115                 | Durchmesser ca. 8 m und Höhe ca. 0,4 m, durch Fahrzeugspuren gestört.                                          | 41522668 | BW   |
| 52° 36′ 33″ N, 9° 16′ 27″ O | Langendamm 116                 | Durchmesser ca. 7 m und Höhe ca. 0,5 m, mit großem Baumwurf.                                                   | 41522738 | BW   |
| 52° 36′ 33″ N, 9° 16′ 27″ O | Langendamm 117                 | Durchmesser ca. 8 m und Höhe ca. 0,35 m, zu ca. 50 % durch Waldweg zerstört.                                   | 41522766 | BW   |
| 52° 36′ 31″ N, 9° 16′ 40″ O | Langendamm 118                 | Durchmesser ca. 10 m und Höhe ca. 0,8 m.                                                                       | 41519723 | BW   |
| 52° 36′ 36″ N, 9° 16′ 25″ O | Langendamm 121                 | Durchmesser ca. 15 m und Höhe ca. 1 m.                                                                         | 46208372 | BW   |
| 52° 36′ 36″ N, 9° 16′ 25″ O | Langendamm 122                 | Doppelhügel, L. 26 m, Br. 10 m.                                                                                | 46208389 | BW   |
| 52° 36′ 33″ N, 9° 16′ 23″ O | Langendamm 123                 | Durchmesser ca. 10 m und Höhe ca. 0,6 m, mit flachem Kopfstich, durch Fahrspuren am Rand gestört.              | 46208406 | BW   |
| 52° 36′ 33″ N, 9° 16′ 17″ O | Langendamm 124                 | Durchmesser ca. 8 m und Höhe ca. 0,4 m.                                                                        | 46208423 | BW   |

### Langendamm 19
- ID:36178838
- Grabhügelfeld. 64 Grabhügel; Durchmesser 8 bis 25 m, Höhe 0,4 bis 2,20 m.

| Lage                        | Bezeichnung   | Beschreibung                                                              | ID       | Bild |
| --------------------------- | ------------- | ------------------------------------------------------------------------- | -------- | ---- |
| 52° 36′ 31″ N, 9° 16′ 56″ O | Langendamm 19 | Größe ca. 12 × 10 m und Höhe ca. 0,8 m, durch Straße zur Hälfte zerstört. | 41518020 | BW   |
| 52° 36′ 32″ N, 9° 16′ 53″ O | Langendamm 93 | Durchmesser ca. 15 m und Höhe ca. 1 m, am Rand durch Wegebau zerstört.    | 41518055 | BW   |
| 52° 36′ 32″ N, 9° 16′ 50″ O | Langendamm 94 | Durchmesser ca. 14 m und Höhe ca. 0,6 m, stark verflacht.                 | 41518064 | BW   |

## Nienburg

### Nienburg 10
- ID:38865412
- Grabhügelfeld mit 20 Grabhügeln von 8 – 20 m Dm. und 0,3 – 1,5 m H.

| Lage                        | Bezeichnung  | Beschreibung | ID       | Bild |
| --------------------------- | ------------ | --- | -------- | ---- |
| 52° 36′ 43″ N, 9° 14′ 28″ O | Nienburg 10  | Durchmesser ca. 9 m und Höhe ca. 0,5 m. | 36160715 | BW   |
| 52° 36′ 36″ N, 9° 14′ 33″ O | Nienburg 61  | Durchmesser ca. 17 m und Höhe ca. 1,5 m, annähernd rund. Im Südwestbereich alte, verwachsene Eingrabung, Tierbaue.                                             | 36169099 | BW   |
| 52° 36′ 36″ N, 9° 14′ 34″ O | Nienburg 62  | Durchmesser ca. 11 m und Höhe ca. 0,9 m. | 36169147 | BW   |
| 52° 36′ 36″ N, 9° 14′ 34″ O | Nienburg 63  | Durchmesser ca. 12 m und Höhe ca. 0,8 m. | 36169206 | BW   |
| 52° 36′ 37″ N, 9° 14′ 34″ O | Nienburg 64  | Durchmesser ca. 11 m und Höhe ca. 0,6 m. | 36169254 | BW   |
| 52° 36′ 37″ N, 9° 14′ 34″ O | Nienburg 65  | Durchmesser ca. 14 m und Höhe ca. 1 m, großer alter Kopfstich. Zentral getrichtert, darin etwas Schutt; nach Osten ein über den Rand hinaus reichender Graben. | 36169823 | BW   |
| 52° 36′ 38″ N, 9° 14′ 38″ O | Nienburg 66  | Durchmesser ca. 12 m und Höhe ca. 0,8 m, verflacht. Schützengräben besonders im Nordost- und Ost-Bereich.                                                      | 36169866 | BW   |
| 52° 36′ 37″ N, 9° 14′ 27″ O | Nienburg 67  | Durchmesser ca. 11 m und Höhe ca. 0,7 m, annähernd rund. | 36169903 | BW   |
| 52° 36′ 36″ N, 9° 14′ 26″ O | Nienburg 68  | Durchmesser ca. 20 m und Höhe ca. 1,3 m, Rand abgesetzt; in der Mitte alte, tiefe Eingrabung mit Graben zum Südostrand.                                        | 36169968 | BW   |
| 52° 36′ 35″ N, 9° 14′ 25″ O | Nienburg 69  | Durchmesser ca. 9 m und Höhe ca. 0,35 m, flach gewölbt, Rand flach auslaufend, in der Mitte flache Mulde.                                                      | 36170255 | BW   |
| 52° 36′ 33″ N, 9° 14′ 24″ O | Nienburg 70  | Durchmesser ca. 20 m und Höhe ca. 1,5 m, ebenmäßig gewölbt, Rand allmählich auslaufend.                                                                        | 36170295 | BW   |
| 52° 36′ 31″ N, 9° 14′ 35″ O | Nienburg 109 | Durchmesser ca. 20 m und Höhe ca. 1 m, annähernd rund. Einkuhlungen.                                                                                           | 36170427 | BW   |
| 52° 36′ 38″ N, 9° 14′ 37″ O | Nienburg 112 | Durchmesser ca. 6 m und Höhe ca. 0,4 m. | 36170710 | BW   |
| 52° 36′ 38″ N, 9° 14′ 36″ O | Nienburg 113 | Durchmesser ca. 8 m und Höhe ca. 0,5 m, durch nördliches Drittel in Ostwest-Richtung ein Grenzgraben.                                                          | 36170871 | BW   |
| 52° 36′ 39″ N, 9° 14′ 36″ O | Nienburg 115 | Durchmesser ca. 10 m und Höhe ca. 0,5 m, mit abgeflachter Kuppe.                                                                                               | 36171127 | BW   |
| 52° 36′ 40″ N, 9° 14′ 35″ O | Nienburg 116 | Durchmesser ca. 10 m und Höhe ca. 0,4 m, Kuppe abgeflacht und leicht nach Nordwesten geneigt, Nordwestrand eingesunken.                                        | 36171172 | BW   |
| 52° 36′ 40″ N, 9° 14′ 27″ O | Nienburg 117 | Durchmesser ca. 8 m und Höhe ca. 0,6 m, westlicher Hügelfuß eingeebnet.                                                                                        | 36171219 | BW   |
| 52° 36′ 40″ N, 9° 14′ 27″ O | Nienburg 118 | Durchmesser ca. 9 m und Höhe ca. 0,5 m, mit abgeflachter Kuppe.                                                                                                | 36171271 | BW   |
| 52° 36′ 34″ N, 9° 14′ 27″ O | Nienburg 120 | Durchmesser ca. 19 m und Höhe ca. 1,2 m, mit abgesetztem Rand, in der Mitte infolge alter Eingrabungen gestört und abgeflacht.                                 | 36171407 | BW   |

### Nienburg 14
- ID:36146612
- Grabhügelfeld.

| Lage                        | Bezeichnung  | Beschreibung                                                                                      | ID       | Bild |
| --------------------------- | ------------ | ------------------------------------------------------------------------------------------------- | -------- | ---- |
| 52° 36′ 36″ N, 9° 15′ 13″ O | Nienburg 75  | Durchmesser ca. 11 m und Höhe ca. 0,9 m, ungestört.                                               | 36146242 | BW   |
| 52° 36′ 37″ N, 9° 15′ 12″ O | Nienburg 76  | Größe ca. 7 × 8 m und Höhe ca. 0,4 m, annähernd oval.                                             | 36172552 | BW   |
| 52° 36′ 36″ N, 9° 15′ 5″ O  | Nienburg 77  | Durchmesser ca. 12 m und Höhe ca. 0,6 m, am südlichen und nördlichen Hügelfuß durch Wege gestört. | 36172623 | BW   |
| 52° 36′ 33″ N, 9° 15′ 12″ O | Nienburg 208 | Größe ca. 11 × 17 m und Höhe ca. 0,7 m, oval.                                                     | 50735232 | BW   |